# اریک هامرن
اریک آندرس هارمن (سوئدی: Erik Anders Hamrén؛ زادهٔ ۲۷ ژوئن ۱۹۵۷) یک مربی فوتبال اهل سوئد است.
وی سابقه مربی‌گری در تیم‌های آی‌ای‌کی، روزنبورگ و تیم ملی فوتبال سوئد را در کارنامه دارد.